# 尤日内 (车里雅宾斯克州)
尤日内（羅馬化：Yuzhnyy）是俄罗斯车里雅宾斯克州规模最小的市级镇，为该州纳盖巴克斯基区唯一的一座市级镇。地处车里雅宾斯克州南部，位于区行政中心费尔尚佩努阿兹村东、州府车里雅宾斯克西南方。距离较近的火车站有该镇以南约41公里的贾贝克站，附近城市有卡尔塔雷和马格尼托哥尔斯克。
该地2022年人口有1,668人；2010年人口1,995；2002年人口2,159；1989年人口2,683。